# Хоменки (Диканьский район)
Хоменки (укр. Хоменки) — село,
Петро-Давыдовский сельский совет,
Диканьский район,
Полтавская область,
Украина.
Код КОАТУУ — 5321084509. Население по переписи 2001 года составляло 26 человек.

## Географическое положение
Село Хоменки находится на расстоянии в 0,5 км от села Петро-Давыдовка.